# Ababouiné
Pour plus de détails, voir Fiche technique et Distribution.
Ababouiné est un film québécois réalisé par André Forcier sorti en 2024. Il met en vedette Éric Bruneau, Rémi Brideau et Rémy Girard.
« Ababouiné » est l'adjectif utilisé pour parler d'un voilier arrêté en pleine mer faute de vent. C'était aussi le titre de travail de son film Le Vent du Wyoming.

## Synopsis
Au milieu des années 1950 dans le Faubourg à m'lasse, un ancien quartier de Montréal, Michel Paquette (Rémi Brideau), un garçon de 12 ans atteint de la poliomyélite, passionné de littérature et de poésie, donne un coup de main à l'éditeur Archange Saint-Amour (Gaston Lepage) qui compte imprimer Vive le Québec laïque, choquant ainsi un clergé très présent et puissant dans le Québec de cette époque. Le sévère vicaire Cotnoir (Éric Bruneau) entre en confrontation avec l'auteur et poète André Rochette (Martin Dubreuil), qui perd son poste de professeur. Michel et les autres élèves de septième année se révoltent et exigent que leur enseignant de mots oubliés et inventés, soit réintégré dans ses fonctions et que son recueil soit publié.

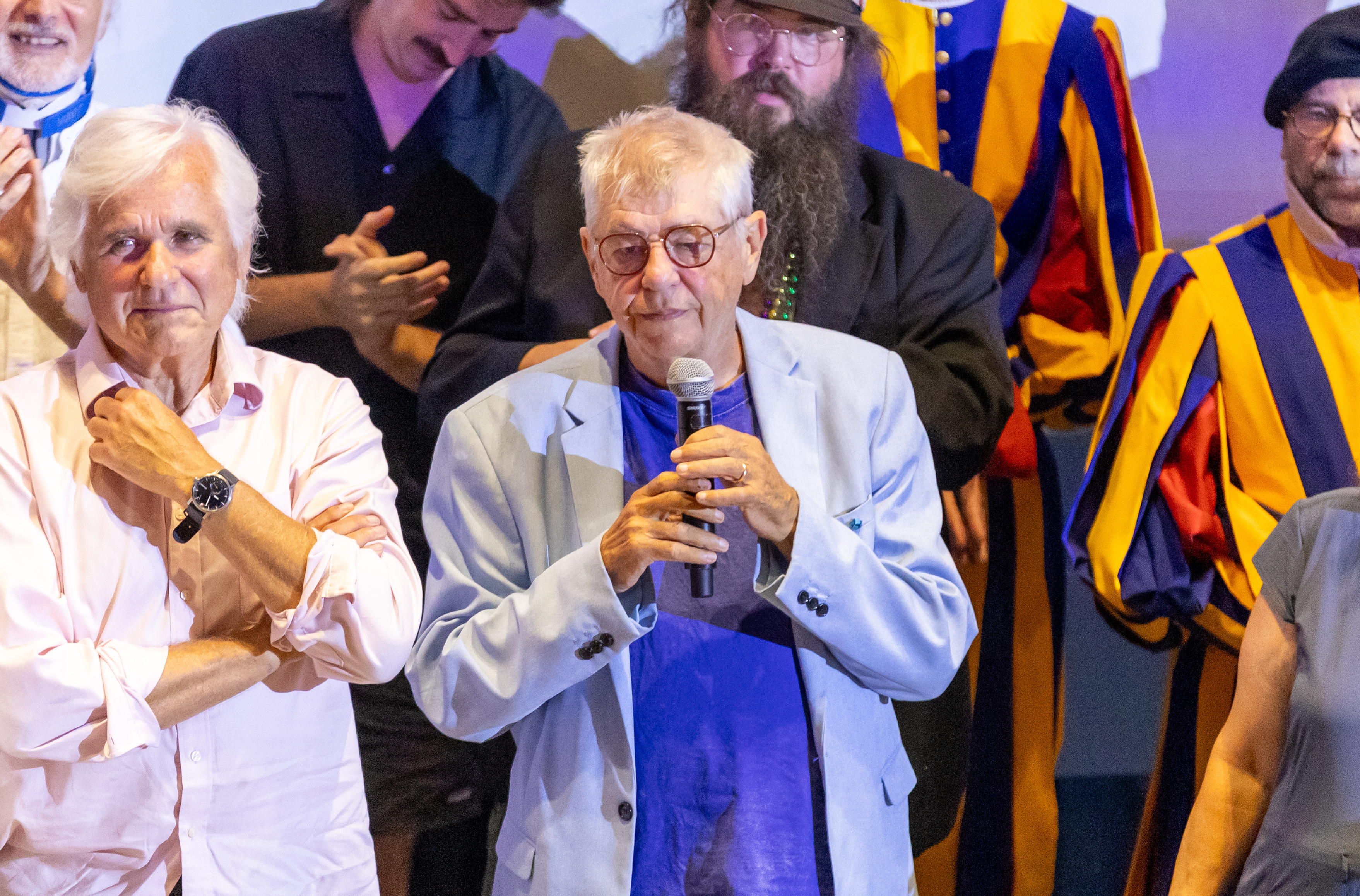
André Forcier lors de la première mondiale du film dans le cadre du festival FanTasia à Montréal.

## Fiche technique
Source : IMDb et site officiel sur Filmoption International
- Titre original : Ababouiné
- Réalisation : André Forcier
- Scénario : André Forcier, François P. Forcier, Renaud Pinet-Forcier, Laurie Perron et Jean Boileau, d'après une idée originale d'André Forcier
- Historien-conseil : Michel Pratt
- Musique : Jo Millette et François P. Forcier
- Direction artistique : Jean Babin
- Costumes : Madeleine Tremblay
- Maquillage : Kathryn Casault
- Coiffure : Marcelo Nestor Padovani
- Photographie : Nathalie Moliavko-Visotzky
- Son : Louis Desparois, Sylvain Bellemare, Louis Gignac
- Montage : Michel Arcand
- Production : Linda Pinet, Roger Frappier, Louis Laverdière
- Société de production : Les Films du Paria, Max Films
- Société de distribution : Filmoption International
- Pays de production :  Canada
- Tournage : 33 jours entre le 17 juillet et le 31 août 2023[3]
- Langue originale : français
- Genre : comédie dramatique
- Durée : 94 minutes
- Dates de sortie :
  - Canada : 4 août 2024 (première en clôture de la 28e édition du festival FanTasia)[4]
  - Canada : 23 août 2024 (sortie en salle au Québec)[5]
- Classification :
  - Québec : Visa général (Déconseillé aux jeunes enfants)[6]

## Distribution
Source : site officiel sur Filmoption International
- Éric Bruneau : vicaire Cotnoir
- Rémi Brideau : Michel Paquette
- Rémy Girard : cardinal Madore
- Maïla Valentir : Angèle Moisan
- Gaston Lepage : Archange Saint-Amour
- Lilou Roy-Lanouette (en) : Charlotte Saint-Amour
- Martin Dubreuil : André Rochette
- Pascale Montpetit : Délima Paquette
- Stéphane Crête : frère André
- Mylène Mackay : Rose Saint-Amour
- Miguel Bédard : « Le Matou »
- Devi Julia Pelletier : Miss CKVL
- Donald Pilon : Eddie Vautour
- Réal Bossé : Léo Rondeau
- Pierre-Luc Brillant : curé Dazé
- Luc Senay : Olaf Kaminski
- Jean-Marie Lapointe : zouave Lapointe
- Jean Boileau : zouave Boileau
- Julien Bernatchez : homme qui crie contre les cloches
- Hugolin Chevrette-Landesque : zouave Béluze
- Simon Lefebvre : zouave Lefebvre
- Renaud Pinet Forcier : vicaire Renaud
- Laurent-Christophe De Ruelle : zouave Pinette
- Stéphane L'Écuyer : vicaire L’Écuyer
- Émile Schneider : Arthème Moisan
- Noémie O'Farrell (en) : Rita Moisan
- Oscar Desgagnés : Fernand
- Émile Marcotte : vicaire Marcotte
- Charles-André Marchand : vicaire Marchand
- Henri Brunet : lanceur Murphy
- Ismaël Atim Da Silva St-Onge : receveur